# Nemegtozaury
Nemegtozaury (Nemegtosauridae) – rodzina zauropodów z grupy tytanozaurów (Titanosauria). Została nazwana w 1995 roku przez Paula Upchurcha, który zaliczył ją do grupy diplodokokształtnych (Diplodocoidea), co było zgodne z interpretacją Nowińskiego, który zaklasyfikował Nemegtosaurus mongoliensis, gatunek typowy rodziny, do grupy Dicraeosaurinae (=Dicraeosauridae), obecnie uznawanej za blisko spokrewnioną z Diplodocidae. Również w swoich późniejszych publikacjach Upchurch włączał Nemegtosauridae do Diplodocoidea, jednak według analiz innych autorów grupa ta należała nie do Diplodocoidea, lecz Titanosauria. W 2004 roku Upchurch, Barrett i Peter Dodson przedstawili definicję filogenetyczną Nemegtosauridae, zgodnie z którą do tej grupy należałyby wszystkie zauropody bliżej spokrewnione z nemegtozaurem niż z diplodokiem. Według ich analizy – podobnie jak w przypadku wcześniejszych analiz Upchurcha – nemegtozaury należały do Diplodocoidea, jednak w przypadku ich przynależności do Titanosauria Nemegtosauridae w rozumieniu Upchurcha i in. byłyby młodszym synonimem nazwy Macronaria. W 2004 roku Apesteguía i w 2005 niezależnie od niego Wilson przedstawili odmienną definicję, uwzględniającą przynależność nemegtozaurów do Titanosauria – według niej klad Nemegtosauridae obejmowałby wszystkie taksony bliżej spokrewnione z nemegtozaurem niż z saltazaurem. Zgodnie z analizami filogenetycznymi przeprowadzonymi przez Curry Rogers i Forster oraz Wilsona do tak definiowanych Nemegtosauridae należałyby rodzaje Nemegtosaurus, Rapetosaurus i Quaesitosaurus, a według analizy Zahera i in. – również Tapuiasaurus, który jest bliżej spokrewniony z rapetozaurem niż z nemegtozaurem. Autorzy nie uwzględnili w analizie rodzaju Quaesitosaurus.
Czaszka znanych nemegtozaurów cechowała się wydłużonym rostrum z prostymi kośćmi przedszczękowymi, cylindrycznymi zębami ciągnącymi się do wysokości okna poprzedzającego okno przedoczodołowe, nachylonymi ku przodowi kośćmi kwadratowymi i nozdrzami zewnętrznymi cofniętymi do poziomu oczodołów. Tego typu wydłużona czaszka niezależnie powstała również u przedstawicieli grupy Diplodocidae. Nemegtosauridae są znane w zapisie kopalnym od aptu do mastrychtu.